# میزانو دی جرا دادا
میزانو دی جرا دادا (به ایتالیایی: Misano di Gera d'Adda) یک کومونه در ایتالیا است که در استان برگامو واقع شده‌است. میزانو دی جرا دادا ۶٫۱ کیلومتر مربع مساحت و ۲٬۸۷۷ نفر جمعیت دارد و ۱۰۴ متر بالاتر از سطح دریا واقع شده‌است.